# ASN Bank
ASN Bank (oorspronkelijk Algemene Spaarbank voor Nederland) was een voormalig zelfstandige Nederlandse bank; sinds 2017 was het een merknaam voor financiële producten van de Volksbank. Per 1 juli 2025 is de naam "de Volksbank" gewijzigd naar "ASN Bank". 
Waar hieronder wordt gesproken van "ASN Bank" kan soms nog bedoeld zijn het betreffende onderdeel van de huidige ASN Bank.
ASN Bank onderscheidt zich door een focus op verantwoord en duurzaam bankieren: gefinancierde projecten en organisaties dienen te voldoen aan richtlijnen voor maatschappelijk verantwoord ondernemen.
ASN Bank heeft 834.917 klanten (eind 2021).

## Geschiedenis

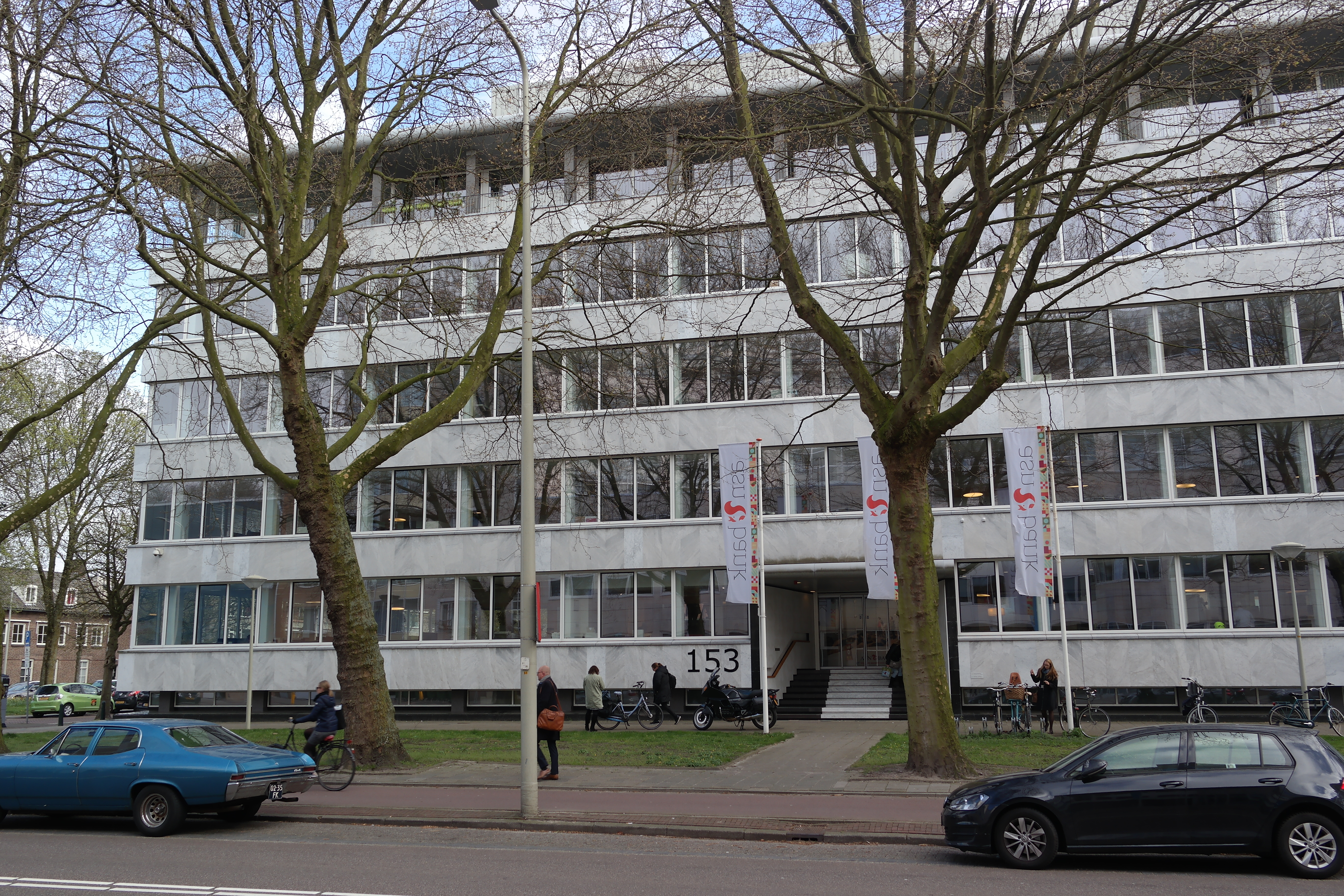
Hoofdkantoor in Den Haag.

ASN Bank is op 1 mei 1960 opgericht door het Nederlands Verbond van Vakverenigingen (NVV, later gefuseerd tot het huidige FNV) en de verzekeringsmaatschappij de Centrale (nu REAAL). Het voornaamste doel was werknemersspaarregelingen op een maatschappelijk verantwoorde manier uit te voeren. Aanvankelijk luidde de naam Stichting Algemene Spaarbank voor Nederland, later werd de stichting omgezet in de naamloze vennootschap Algemene Spaarbank voor Nederland ASN N.V. Door de nauwere samenwerking van de financiële instellingen die waren verbonden met de vakbeweging, was in 1990 de REAAL Groep ontstaan waarbinnen de ASN Bank een zelfstandige plaats kreeg. In 1997 fuseerde de REAAL Groep met SNS Groep en werd ASN Bank een zelfstandige dochtervennootschap, met eigen bankvergunning, van SNS Bank N.V.
Op 1 februari 2013 werd het moederbedrijf SNS REAAL door de Nederlandse Staat genationaliseerd, inclusief ASN Bank, om de bank voor een faillissement te behoeden. Per 2017 werd ASN Bank als aparte vennootschap opgeheven. ASN is nu een van de merken van de Volksbank en deelt één bankvergunning met de overige merken daarvan.

## Activiteiten
ASN Bank is de grootste bank in Nederland op het gebied van duurzaam beleggen, betalen en sparen. De Eerlijke Bankwijzer geeft sinds zijn oprichting aan dat ASN voornamelijk uitstekend, maar minimaal goed scoort op alle gestelde criteria, zoals klimaatverandering, wapenhandel, arbeidsrechten, mensenrechten, dierenwelzijn en transparantie, waarmee ASN Bank steevast de top-twee deelt met de Triodos Bank. ASN Bank heeft in haar duurzaamheidsbeleid drie belangrijke speerpunten: Klimaatverandering, Biodiversiteit en Mensenrechten. Voor deze speerpunten zijn er drie lange-termijndoelstellingen geformuleerd.
Daarnaast is ASN Bank in 2011 door de Consumentenbond naast Triodos uitgeroepen tot meest klantvriendelijke bank van Nederland.
Sinds begin 2009 is het mogelijk om bij ASN Bank een betaalrekening te openen. 
In 1996 introduceerde ASN Bank in samenwerking met Oxfam Novib een beleggingsfonds dat gericht is op microkredieten en kleine leningen in ontwikkelingslanden. ASN Bank werkt veel samen met maatschappelijke partners, zoals Amnesty International, Fair Wear Foundation, ASN Foundation, Stichting De Noordzee, Stichting Natuur & Milieu, Urgenda en IVN Natuureducatie. 
De ASN Bank heeft een 25% belang in Triple Jump, een duurzame belegger in ontwikkelingslanden met een aandelen- en leningenportefeuille van circa € 267,5 miljoen per jaareinde 2014.

### Resultaten
ASN Bank heeft tijdens de laatste jaren een snelle groei doorgemaakt, qua aantal klanten, qua vermogen dat aan de bank was toevertrouwd, enz. De nettowinst is sinds 2009 sterk gestegen, vooral door de hogere rentemarge, het verschil in rente op het geleend en uitgeleend geld. In de periode van 2009 tot en met 2013 is de bijdrage van de ASN Bank aan maatschappelijke partners en de ASN Foundation gestegen van 0,6 miljoen euro naar 2,6 miljoen.
In 2014 moest ASN Bank eenmalig 21 miljoen euro bijdragen aan de nationalisering van het moederbedrijf SNS REAAL. Zonder deze eenmalige last was het nettoresultaat gestegen ten opzichte van 2013. In 2014 kwamen er 40.000 nieuwe klanten bij, maar het klantenbestand werd ook opgeschoond waarbij afscheid werd genomen van bestaande klanten. Sinds 2017 is ASN Bank een van de merken van de Volksbank en heeft de bank geen eigen jaarrekening meer. 
| Jaar | Aantal klanten (x 1000) | Marktaandeel sparen | Balanstotaal | Nettowinst | ROE   | Maatschappelijke bijdragen | Werknemers (ultimo, in fte) |
| ---- | ----------------------- | ------------------- | ------------ | ---------- | ----- | -------------------------- | --------------------------- |
| 2005 | 264                     | 1,0%                | 2.227        | 5,4        | 6,1%  | 0,2                        | niet bekend                 |
| 2006 | 318                     | 1,2%                | 3.773        | 6,8        | 17,4% | 0,2                        | n.b.                        |
| 2007 | 363                     | 1,5%                | 3.773        | 17,1       | 90,0% | 0,3                        | n.b.                        |
| 2008 | 420                     | 1,9%                | 5.302        | 16,9       | 12,2% | 0,4                        | n.b.                        |
| 2009 | 471                     | 2,2%                | 6.662        | 9,9        | 9,4%  | 0,6                        | 79,9                        |
| 2010 | 516                     | 2,5%                | 8.542        | 43,1       | 41,8% | 0,7                        | 80,9                        |
| 2011 | 575                     | 2,7%                | 9.888        | 51,1       | 21,1% | 2,0                        | 96,0                        |
| 2012 | 588                     | 2,8%                | 10.588       | 34,9       | 8,4%  | 2,6                        | 102,3                       |
| 2013 | 608                     | 2,8%                | 10.753       | 66,8       | 16,7% | 2,6                        | 125,4                       |
| 2014 | 603                     | 2,9%                | 11.636       | 58,6       | 8,6%  | 2,8                        | 133,3                       |
| 2015 | 629                     | 2,9%                | n.b.         | 70,8       | n.b.  | 3,1                        | 144,7                       |
| 2016 | 645                     | 2,9%                | 10.718       | 73,5       | n.b.  | 2,7                        | 150,8                       |
| 2017 | 667                     | 3,4%                | 11.028       | n.b.       | n.b.  | n.b.                       | n.b.                        |
| 2018 | 701                     | n.b.                | 11.642       | n.b.       | n.b.  | n.b.                       | 146,6                       |
| 2019 | 739                     | n.b.                | 12.474       | n.b.       | n.b.  | n.b.                       | n.b.                        |
| 2020 | 786                     | n.b.                | 14.375       | n.b.       | n.b.  | n.b.                       | 163,5                       |